# Guthrie Center
Guthrie Center és una població dels Estats Units a l'estat d'Iowa. Segons el cens del 2000 tenia 1.668 habitants.

## Demografia
Segons el cens del 2000, Guthrie Center tenia 1.668 habitants, 726 habitatges, i 453 famílies. La densitat de població era de 260,7 habitants/km².
Dels 726 habitatges en un 27,7% hi vivien nens de menys de 18 anys, en un 49,9% hi vivien parelles casades, en un 9% dones solteres, i en un 37,6% no eren unitats familiars. En el 34,2% dels habitatges hi vivien persones soles el 22,2% de les quals corresponia a persones de 65 anys o més que vivien soles. El nombre mitjà de persones vivint en cada habitatge era de 2,21 i el nombre mitjà de persones que vivien en cada família era de 2,8.
Per edats la població es repartia de la següent manera: un 24,2% tenia menys de 18 anys, un 5,4% entre 18 i 24, un 22,7% entre 25 i 44, un 21,2% de 45 a 60 i un 26,6% 65 anys o més.
L'edat mediana era de 43 anys. Per cada 100 dones de 18 o més anys hi havia 77,7 homes.
La renda mediana per habitatge era de 30.714 $ i la renda mediana per família de 42.308 $. Els homes tenien una renda mediana de 30.446 $ mentre que les dones 21.940 $. La renda per capita de la població era de 16.662 $. Entorn del 6,3% de les famílies i el 7,7% de la població estaven per davall del llindar de pobresa.

## Poblacions més properes
El següent diagrama mostra les poblacions més properes.